# Philadelphia Soul (Arena Football)
Die Philadelphia Soul waren ein Arena-Football-Team aus Philadelphia, Pennsylvania, das in der Arena Football League (AFL) gespielt hat. Ihre Heimspiele trugen die Soul im Wells Fargo Center in Philadelphia aus.

## Geschichte
Die Soul wurden 2004 gegründet. Eigentümer sind mehrere Geschäftsleute, darunter auch Ron Jaworski, ein ehemaliger NFL-Quarterback und TV-Experte für ESPN. Von 2008 bis 2010 setzten die Soul zwei Spielzeiten aus der AFL aus. Erst mit der Saison 2011 traten sie der Liga erneut bei.
Die Soul konnten in ihrer Geschichte zweimal den ArenaBowl gewinnen. Letztmals gelang ihnen dies im Jahr 2016.
Die Saison 2017 lief für Philadelphia optimal: Nach 10 gespielten Spielen konnten die Soul alle Spiele für sich entscheiden und standen mit 10 Siegen und 0 Niederlagen an der Tabellenspitze der Arena Football League (AFL). Das letzte Heimspiel am 17. Juni 2017 konnte mit 62:41 gegen die Tampa Bay Storm vor über 9.000 Zuschauern gewonnen werden.
Nach der Saison 2019 musste die Arena Football League Insolvenz anmelden. In diesem Zuge wurden die Brigade aufgelöst.

### ArenaBowl Siege
| Meisterschaften | Gegner             | Score |
| --------------- | ------------------ | ----- |
| 2008            | San Jose SaberCats | 59-56 |
| 2016            | Arizona Rattlers   | 56-42 |
| 2017            | Tampa Bay Storm    | 44-40 |

## Stadion
Philadelphia spielt, mit einigen kurzen Ausnahmen, im Wells Fargo Center in Philadelphia und bietet Platz für über 17.000 Zuschauer. Sie teilen sich das Stadion mit der Eishockeymannschaft der Philadelphia Flyers aus der National Hockey League (NHL) und den Basketballern der Philadelphia 76ers aus der National Basketball Association (NBA).

## Saisonstatistiken
| Jahr | Team                   | Liga | S  | N  | Playoffs erreicht | Playoffrunde |
| ---- | ---------------------- | ---- | -- | -- | ----------------- | --- |
| 2004 | Philadelphia Soul      | AFL  | 5  | 11 | nein              | |
| 2005 | Philadelphia Soul      | AFL  | 6  | 10 | nein              | |
| 2006 | Philadelphia Soul      | AFL  | 9  | 7  | ja                | S Wild Card Round gg. Austin Wranglers 52:35 N Viertelfinale gg. Orlando Predators 27:31                                        |
| 2007 | Philadelphia Soul      | AFL  | 8  | 8  | ja                | S Wild Card Round gg. Orlando Predators 41:26 N Viertelfinale gg. Georgia Force 36:65                                           |
| 2008 | Philadelphia Soul      | AFL  | 13 | 3  | ja                | S Viertelfinale gg. New York Dragons 49:48 S Halbfinale gg. Cleveland Gladiators 70:35 S ArenaBowl gg. San Jose SaberCats 59:56 |
| 2009 | keine Spielzeit in AFL |      |    |    |                   | |
| 2010 | Soul setzen Saison aus |      |    |    |                   | |
| 2011 | Philadelphia Soul      | AFL  | 6  | 12 | nein              | |
| 2012 | Philadelphia Soul      | AFL  | 15 | 3  | ja                | S Viertelfinale gg. New Orleans VooDoo 66:53 S Halbfinale gg. Jacksonville Sharks 89:34 N ArenaBowl gg. Arizona Rattlers 54:72  |
| 2013 | Philadelphia Soul      | AFL  | 12 | 6  | ja                | S Viertelfinale gg. Orlando Predators 59:55 S Halbfinale gg. Jacksonville Sharks 75:59 N ArenaBowl gg. Arizona Rattlers 39:48   |
| 2014 | Philadelphia Soul      | AFL  | 9  | 9  | ja                | N Viertelfinale gg. Cleveland Gladiators 37:39                                                                                  |
| 2015 | Philadelphia Soul      | AFL  | 15 | 3  | ja                | S Viertelfinale Cleveland Gladiators 47:35 N Halbfinale gg. Jacksonville Sharks 56:61                                           |
| 2016 | Philadelphia Soul      | AFL  | 13 | 3  | ja                | S Viertelfinale gg. Tampa Bay Storm 63:41 S Halbfinale gg. Jacksonville Sharks 55:50 S ArenaBowl gg. Arizona Rattlers 56:42     |
| 2017 | Philadelphia Soul      | AFL  | 13 | 1  | ja                | S Halbfinale gg. Baltimore Brigade 69:54 S ArenaBowl gg. Tampa Bay Storm 44:40                                                  |
| 2018 | Philadelphia Soul      | AFL  | 7  | 5  | ja                | N Halbfinale gg. Baltimore Brigade 45:57 und 41:53                                                                              |
| 2019 | Philadelphia Soul      | AFL  | 7  | 5  | ja                | S Halbfinale gg. Washington Valor 69:33 und 41:48 N ArenaBowl gg. Albany Empire 27:45                                           |

## Zuschauerentwicklung
| Jahr | Team              | Zuschauerdurchschnitt   |
| ---- | ----------------- | ----------------------- |
| 2004 | Philadelphia Soul | 16.851                  |
| 2005 | Philadelphia Soul | 16.121                  |
| 2006 | Philadelphia Soul | 15.463                  |
| 2007 | Philadelphia Soul | 15.841                  |
| 2008 | Philadelphia Soul | 16.477                  |
| 2009 | Philadelphia Soul | keine Spielzeit in AFL  |
| 2010 | Philadelphia Soul | Soul setzten Saison aus |
| 2011 | Philadelphia Soul | 9.802                   |
| 2012 | Philadelphia Soul | 10.157                  |
| 2013 | Philadelphia Soul | 9.075                   |
| 2014 | Philadelphia Soul | 8.633                   |
| 2015 | Philadelphia Soul | 8.491                   |
| 2016 | Philadelphia Soul | 8.082                   |
| 2017 | Philadelphia Soul | 9.680                   |
| 2018 | Philadelphia Soul | 9.454                   |
| 2019 | Philadelphia Soul | 8.733                   |

## Kader Saison 2017
| #  | POS | NAME                | HT   | WT  | DOB      | EXP | COLLEGE                 |
| -- | --- | ------------------- | ---- | --- | -------- | --- | ----------------------- |
| 8  | WR  | Beavers, Larry      | 6'0  | 180 | 10/7/85  | 6   | Wesley                  |
| 2  | LB  | Bell, Beau          | 6'2  | 245 | 5/26/86  | 6   | UNLV                    |
| 9  | FB  | Benson, Mykell      | 6'0  | 280 | 12/30/87 | 6   | Florida AM              |
| 10 | DB  | Brown, Robert       | 6'3  | 205 | 2/20/93  | R   | Seton Hill              |
| 62 | OL  | Carvalho, Brennen   | 6'1  | 315 | 12/8/86  | 5   | Portland State          |
| 3  | QB  | Collis, Luke        | 6'2  | 225 | 7/27/88  | 3   | Occidental              |
| 55 | DL  | Daniels, Sean       | 6'3  | 265 | 11/13/91 | 1   | Temple                  |
| 18 | LB  | Goosby, Joe         | 6'1  | 230 | 9/6/86   | 6   | Tulane                  |
| 22 | DB  | Hollis, Dwayne      | 5'10 | 185 | 7/7/89   | 1   | North Carolina Wesleyan |
| 21 | WR  | Kauleinamoku, Shaun | 5'10 | 185 | 5/24/87  | 7   | Western Oregon          |
| 99 | DL  | Lawrence, Justin    | 6'2  | 305 | 6/19/87  | 5   | Morgan State            |
| 17 | WR  | Livers, Poppy       | 5'7  | 175 | 3/4/92   | R   | Villanova               |
| 19 | WR  | McDaniel, Ryan      | 6'3  | 200 | 9/8/88   | 4   | Samford                 |
| 72 | OL  | Newell, Keith       | 6'6  | 315 | 1/10/88  | 4   | Delaware State          |
| 5  | QB  | Raudabaugh, Dan     | 6'3  | 225 | 3/30/87  | 7   | Miami OH                |
| 7  | WR  | Reynolds, Darius    | 6'2  | 215 | 4/4/89   | 5   | Iowa State              |
| 4  | DB  | Richardson, Kent    | 5'11 | 200 | 6/3/90   | 5   | West Virginia           |
| 26 | DB  | Rodgers, Kelvin     | 6'1  | 180 | 6/26/87  | 5   | Minnesota State         |
| 6  | DB  | Romain, James       | 5'11 | 175 | 8/6/87   | 7   | Delaware                |
| 52 | OL  | Simons, Michael     | 6'4  | 310 | 9/8/89   | 3   | Central Connecticut     |
| 77 | OL  | Tivis, Neal         | 6'5  | 330 | 11/18/88 | 6   | Abilene Christian       |
| 12 | K   | Trevino, Adrian     | 5'11 | 185 | 1/2/88   | 4   | Missouri Valley         |
| 69 | OL  | Tribue, Wayne       | 6'3  | 330 | 4/30/90  | 2   | Temple                  |
| 13 | DL  | Zidian, Zach        | 6'1  | 310 | 7/23/93  | R   | Duquesne                |